# Boux-sous-Salmaise
Boux-sous-Salmaise település Franciaországban, Côte-d’Or megyében. Lakosainak száma 125 fő (2022. január 1.). Boux-sous-Salmaise Frôlois, Salmaise, Thenissey, Villeberny, Source-Seine, Hauteroche és Jailly-les-Moulins községekkel határos.

## Népesség
A település népességének változása:
| Lakosok száma | 247  | 170  | 149  | 143  | 135  | 128  | 125  | 125  | 126  | 125  |
|               | 1968 | 1982 | 1999 | 2006 | 2012 | 2015 | 2017 | 2018 | 2020 | 2022 |